# 布雷奈
布雷奈（法語：Bresnay，法語發音：[bʁɛnɛ]）是法国阿列省的一个市镇，位于该省中部，属于穆兰区。

## 地理
布雷奈（46°26'31"N, 3°14'58"E）面积23.13 平方千米，位于法国奥弗涅-罗讷-阿尔卑斯大区阿列省，该省份为法国中部省份，北起涅夫勒省、西北接谢尔省，西南至克勒兹省，南至多姆山省，东南临卢瓦尔省，东临索恩-卢瓦尔省。
与布雷奈接壤的市镇（或旧市镇、城区）包括：贝松、沙泰勒德讷夫尔、舍米伊、克雷桑日、梅亚尔、特勒邦。

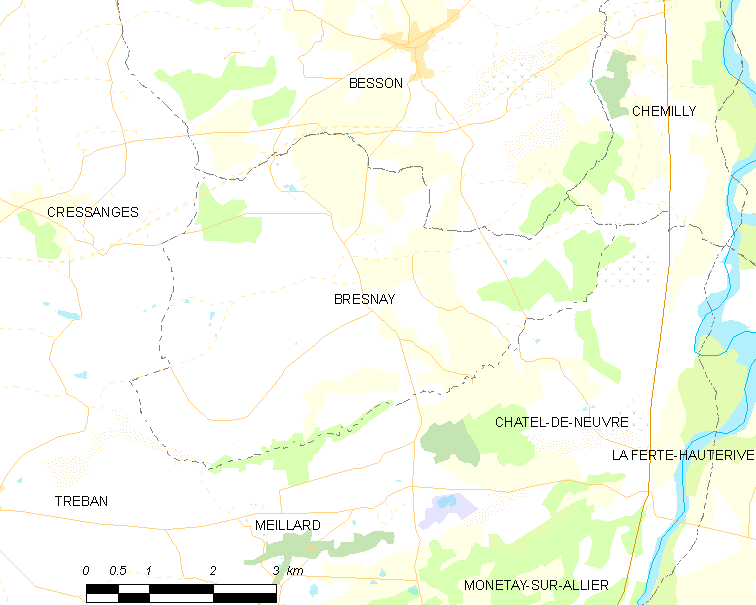
布雷奈的OSM定位图

布雷奈的时区为UTC+01:00、UTC+02:00（夏令时）。

## 行政
布雷奈的邮政编码为03210，INSEE市镇编码为03039。

## 政治
布雷奈所属的省级选区为苏维尼县。

## 人口

1962-2008年间布雷奈人口变化图示

布雷奈于2022年1月1日时的人口数量为385人。